# Maximilien Durand
Pour les articles homonymes, voir Durand.
 (avril 2012).
Si vous disposez d'ouvrages ou d'articles de référence ou si vous connaissez des sites web de qualité traitant du thème abordé ici, merci de compléter l'article en donnant les références utiles à sa vérifiabilité et en les liant à la section « Notes et références ».
Maximilien Durand, né le 26 juillet 1976 à Épinal, est un historien de l'art français. Il est actuellement directeur du département des Arts de Byzance et des chrétientés en Orient au musée du Louvre. 

## Biographie
Ancien élève du lycée du Parc à Lyon et diplômé de l'École du Louvre, Maximilien Durand est directeur du musée des Tissus et des Arts décoratifs de Lyon du 2 mai 2011 à 2017. Il fut auparavant directeur de la Conservation préventive et de la Restauration du musée des arts décoratifs de Paris.
Le 6 juin 2017, Maximilien Durand quitte le Musées des tissus et des arts décoratifs de Lyon avant d'être responsable de la conservation de Christian Dior Couture en 2018-2019, puis, en janvier 2021, directeur adjoint des Collections et de la Recherche de Paris Musées et conservateur des catacombes de Paris. 
En février 2022, il est nommé directeur de la préfiguration (puis directeur) du nouveau département des Arts de Byzance et des chrétientés en Orient au musée du Louvre. 
Maximilien Durand  enseigne également à l'École du Louvre où il dispense le cours d'histoire générale de l'art paléochrétien en première année puis de l'art byzantin en deuxième année du Premier cycle de l'école.

## Publications
- « Les fragments des reliques byzantines de sainte Hélène d’Athyra retrouvés au trésor de la cathédrale de Troyes », Cahiers archéologiques 46, 1998, p. 169-182.
- « Un exemple unique de l’art textile byzantin : les fragments du suaire de sainte Hélène d’Athyra au trésor de la cathédrale de Troyes », La Vie en Champagne 16, 1998, p. 42-46.
- « Le rapport de l’objet copte à l’écrit. Des textiles aux vêtements liturgiques », avec Dominique Bénazeth et Marie-Hélène Rutschowscaya, dans cat. exp. Égyptes… L’Égyptien et le copte, Lattes, musée archéologique Henri-Prades, 1999, p. 145-156.
- « Un fragment copte sahidique sur papier de la Passion inédite de saint Kaou de Pamouï, conservé au musée du Louvre (inv. AF 12723) », Analecta Bollandiana 119, II, 2001, p. 241-254.
- « Un fragment d'une œuvre inédite de Jules d'Aqfahs conservé au musée du Louvre : la Passion sahidique de saint Psoté (ou Pichoté) de Kaïs (inv. AF 12724) », Le Muséon 115, 2002, p. 11-23.
- « David lyricus ou Jupiter fulminans ? Une Achilléide copte », Cahiers archéologiques 50, 2002, p. 51-74.
- Égypte, la trame de l'Histoire. Textiles pharaoniques, coptes et islamiques, sous la direction de Maximilien Durand et Florence Saragoza, Paris : Somogy, 2002
- « De l’abominable sujet à l’interprétation sublime : le thème de Loth et ses filles dans la peinture du XVIIe siècle », Éclairage sur un chef-d’œuvre : Loth et ses filles de Simon Vouet, Strasbourg, musée des Beaux-Arts.
- Patrimoine des Balkans, sous la direction de Maximilien Durand, Paris : Somogy, 2005
- « À propos du triptyque Harbaville : quelques remarques d’iconographie médio-byzantine », avec Jannic Durand, Patrimoine des Balkans. Voskopojë sans frontières 2004, Paris, 2005, p.133-155.
- « À propos de l’onomastique des Quarante Martyrs de Sébaste représentés dans l’église de Saint-Athanase (Shën Thanas) à Voskopoja (Albanie) : les sources iconographiques des peintres Constantin et Athanase Zografi », Patrimoine des Balkans. Voskopojë sans frontières 2004, Paris, 2005, p. 95-109.
- « La restauration des reliques textiles, leur pérennisation et les pratiques établies depuis le XVIe siècle », Actes du colloque Tradition et temporalité des images (Paris, 9-10 mai 2005), Images Re-Vues.
- « Les reliques textiles : un thème iconographique au XVIIe siècle », Face à faces. Visages du Christ dans l’art français au XVIIe siècle, Le Petit journal des grandes expositions, no 378 (10 juin-30 octobre 2005), p. 2-3.
- « Une récente acquisition du musée national du Moyen Âge-thermes et hôtel de Cluny : un fragment de châle bilingue de la région de Tutun (Fayoum) », avec Florence Saragoza, Revue du Louvre 3, 2005, p. 42-46.
- « Autour du thème de Jésus retrouvé au temple par ses parents. La peinture religieuse », Jacques Stella. La première rétrospective, Dossier de l’Art n° 136, 2006, p. 32-43.
- « Vers une pseudo-épigraphie textile en langue copte : Diogène, Panopé, Thétis », Textile Messages: Inscribed Fabrics from Roman to Abassid Egypt, éd. Cäcilia Fluck et Gisela Helmecke, Leyde et Boston, 2006, p. 83-94.
- « Note d’iconographie à propos des amours d’Achille et de Déidamie sur quelques textiles coptes », Journal of Coptic Studies, 8 (2006), p. 137-145.
- « De la momie au fragment : l’exposition des reliques au Moyen Âge », avec Jannic Durand, Actes du premier colloque international de pathographie (Loches, 22-24 avril 2005), Paris, 2006.
- Parfum de sainteté, Paris : Les Allusifs, 2007.
- « Une action de Patrimoine sans frontières en Albanie : le programme Voskopojë sans frontières », Patrimoine mondial : gestion et mise en valeur, dépense ou investissement pour quelles retombées économiques, Actes du colloque (Briançon, 15 janvier 2007), Briançon, 2007, p. 21-22.
- La Sixtine des Balkans. Peintures de l'église Saint-Athanase à Voskopojë (Albanie), sous la direction de Maximilien Durand, Paris : Somogy, 2008.
- « Les corps saints extraits des catacombes romaines (XVIIe – XIXe siècles) », Actes du deuxième colloque de pathographie (Loches, avril 2007), Paris.
- « Inscribed Fabrics from Egypt. A Study in Greek and Coptic Textile Epigraphy », Journal of Coptic Studies, vol. 11 (2009), p. 157-180.
- « Du naturel au synthétique. Les matériaux des années 1945-1975 », avec Daniel Bernard, Mobi-boom. L’explosion du design en France (1945-1975), Paris, musée des Arts décoratifs, p. 96-133.
- « La campagne de restauration du fonds Vionnet aux Arts décoratifs », Conserver et restaurer la Haute Couture : l’exemple de Madeleine Vionnet aux Arts décoratifs (Paris, Institut national du patrimoine, 14-15 janvier 2010), publication en ligne sur le site de l’Institut national du patrimoine et sur celui des Arts décoratifs.
- Icône de Mode, sous la direction de Maximilien Durand, Lyon : éditions LivresEMCC, 2011.
- La Fabrique des grands hommes, sous la direction de Maximilien Durand, Lyon : éditions LivresEMCC, 2012.
- Mad of M. A. D. Trésors cachés du musée des Arts décoratifs de Lyon, sous la direction de Maximilien Durand, Lyon : éditions LivresEMCC, 2012.
- Lyon et dragons, sous la direction de Maximilien Durand, Lyon : éditions LivresEMCC, 2012.
- « Un musée des Tissus au XXIe siècle ? », Perspective, 1 | 2016, 9-12 [mis en ligne le 31 décembre 2016, consulté le 31 janvier 2022. URL : http://journals.openedition.org/perspective/6240 ; DOI : https://doi.org/10.4000/perspective.6240].